# سلنیک اسید
سلنیک اسید (به انگلیسی: Selenic acid) با فرمول شیمیایی H
2SeO
4 یک ترکیب شیمیایی با شناسه پاب‌کم ۱۰۸۹ است. که جرم مولی آن 144.9734 g/mol می‌باشد. شکل ظاهری این ترکیب، بلورهای بی‌رنگ آب شونده است.